# Олтон, Джон
Джон О́лтон (англ. John Alton, имя при рождении Йоханн Якоб Альтманн, венг. Johann Jacob Altmann; 5 октября 1901, Шопрон — 2 июня 1996, Санта-Моника, Калифорния, США) — американский кинооператор венгерского происхождения. Первый венгр, получивший премию «Оскар» (за фильм «Американец в Париже» 1951 года).

## Биография
Йоханн Якоб Альтманн родился 5 октября 1901 года в Шопроне, Австро-Венгрия (ныне — Венгрия). В 1919 году переехал в Нью-Йорк чтобы учиться в колледже в США, жил у своего состоятельного дяди Эмиля.
Однажды, когда он проходил по Второй авеню, его окликнул сотрудник Hearst’s Cosmopolitan Studios и предложил прямо сейчас сняться в небольшом эпизоде с участием известной актрисы Мэрион Дэвис. За эту роль Джон получил двенадцать с половиной долларов, и навсегда «заболел» кино. Он немедленно бросил учёбу, и в начале 1924 года прибыл в Голливуд, где устроился техником в только что открытую киностудию Metro-Goldwyn-Mayer.
Вскоре получил должность кинооператора и отправился во Францию вместе с известным режиссёром Эрнстом Любичем для натурных съёмок к фильму «Принц-студент в Старом Гейдельберге», где остался на целый год, возглавив Жуанвильские студии Paramount Pictures. После Европы отправился в Аргентину, где выступил оператором двух десятков фильмов, в том числе в одной из этих лент (El hijo de papá) стал также режиссёром, продюсером и сценаристом, а в ещё двух — режиссёром. Также одна из этих восемнадцати картин известна как первый аргентинский звуковой фильм. Олтон рассчитывал проработать в Южной Америке около года, но остался там на семь лет, так как женился на местной журналистке Розалии Кисс.
В 1939 году вернулся в Голливуд, но вскоре был призван в армию (войска Signal Corps) в связи с началом войны, дослужился до звания капитана. После возвращения с войны продолжил снимать фильмы, в основном в жанре нуар, в 1952 году получил «Оскар» за фильм «Американец в Париже» — свой первый цветной фильм.
В 1949 году свет увидела его книга по операторскому искусству «Живопись светом» (англ. Painting with Light).
Был членом Американского общества кинооператоров, но добровольно вышел из него, чего раньше не делал ни один человек, в связи со следующим: в 1962 году Джон Олтон и режиссёр Чарльз Крайтон (англ. Charles Crichton) внезапно были уволены в процессе работы над фильмом «Любитель птиц из Алькатраса», их имена в титрах не появились. После этого случая Олтон занялся живописью и теорией кино, в 1966 году снял свою последнюю работу: пилотный (первый) эпизод телесериала «Миссия невыполнима», после чего на много лет исчез вместе с женой. В 1993 году, увидев документальный фильм «В луче света» (англ. Visions of Light), в котором много говорилось о его работах, он вышел на связь с режиссёром и сценаристом этой ленты. 92-летний Джон Олтон вернулся в США и заявил, что ничего загадочного в его исчезновении нет, просто они с женой «решили немного попутешествовать», и все эти годы жили во Франции, Германии и Аргентине и «отлично проводили время».
Скончался 2 июня 1996 года в Санта-Монике на 95-м году жизни.

## Избранная фильмография
За свою кинокарьеру длиной 39 лет Джон Олтон снял более 100 фильмов, в единичных случаях также выступал как режиссёр, сценарист и продюсер.
- 1927 — Принц-студент в старом Гейдельберге / англ. The Student Prince in Old Heidelberg
- 1947 — Претендент / The Pretender
- 1947 — Агенты казначейства / T-Men
- 1948 — Он бродил по ночам / He Walked by Night
- 1948 — Грязная сделка / Raw Deal
- 1948 — Бессмысленный триумф / Hollow Triumph
- 1948 — Удивительный мистер Икс / The Amazing Mr. X
- 1948 — Кэньон-Сити / Canon City
- 1949 — Господство террора / Reign of Terror
- 1949 — Инцидент на границе / Border Incident
- 1949 — Преступный путь / The Crooked Way
- 1950 — Загадочная улица / Mystery Street
- 1950 — Отец невесты / Father of the Bride
- 1951 — Маленький дивиденд отца / Father’s Little Dividend
- 1951 — Народ против О’Хары / The People Against O’Hara
- 1951 — Американец в Париже / An American In Paris (балетные сцены)
- 1953 — Арена боя / Battle Circus
- 1953 — Суд — это я / I, the Jury
- 1954 — Королева скота из Монтаны / Cattle Queen of Montana
- 1954 — Серебряная жила / Silver Lode
- 1955 — Большой ансамбль / The Big Combo
- 1956 — Чайная церемония / The Teahouse of the August Moon
- 1956 — Оттенок алого / Slightly Scarlet
- 1956 — Свадебный подарок, или Всё как у людей / The Catered Affair
- 1956 — Чай и симпатия / Tea and Sympathy
- 1957 — Создавая женщину (Модельерша) / англ. Designing Woman
- 1958 — Братья Карамазовы / The Brothers Karamazov
- 1958 — Одинокие сердца / Lonelyhearts
- 1960 — Элмер Гантри / Elmer Gantry
- 1962 — Любитель птиц из Алькатраса / Birdman of Alcatraz (в титрах не указан)
- 1966 — Миссия невыполнима / Mission: Impossible (пилотный эпизод)